# Trametes ectypa
Trametes ectypa är en svampart som först beskrevs av Berk. & M.A. Curtis, och fick sitt nu gällande namn av Gilb. & Ryvarden 1987. Trametes ectypa ingår i släktet Trametes och familjen Polyporaceae.   Inga underarter finns listade i Catalogue of Life.